# Louis Alexander Balthasar Ludwig Schindelmeisser
Louis Alexander Balthasar Ludwig Schindelmeisser (Koningsbergen, 8 december 1811 – Darmstadt, 30 maart 1864) was een Duits componist, dirigent en klarinettist.

## Levensloop
Schindelmeisser studeerde aan de Königliche Hochschule für Musik in Berlijn, waar hij onder andere bij Adolf Bernhard Marx en Heinrich Ludwig Egmont Dorn en klarinet bij J. M. Hostié en aan de Felix Mendelssohnschool voor muziek en theater in Leipzig.
Hij was eng bevriend met Richard Wagner en dirigeerde wiens premières van de opera Tannhäuser und der Sängerkrieg auf Wartburg in Wiesbaden en Darmstadt. Verder werden onder zijn leiding ook de opera's Rienzi, der Letzte der Tribunen en Lohengrin van Wagner uitgevoerd.
Als dirigent was hij kapelmeester aan het theater in Salzburg, in Innsbruck en in Graz. In 1837 werd hij dirigent aan het Königsstadter Theater in Berlijn en in 1838 aan het Deutsches Theater in Boedapest, waar hij tot 1847 verbleef. In 1847 ging hij als dirigent aan het stedelijk theater in Hamburg. Van 1848 tot 1851 was hij dirigent in Frankfurt am Main en van 1851 tot 1853 in Wiesbaden. Vanaf 1853 was hij hofkapelmeester in Darmstadt.

## Compositie

### Werken voor orkest
- 1833 Sinfonia Concertante, voor vier klarinetten en orkest
- Concertino in Es (Concertante), voor 2 dwarsfluiten, 2 hobo's, 4 klarinetten, 2 hoorns, 2 fagotten, 2 trombones, pauken, 2 violen, altviool, cello en contrabas (opgedragen aan J. M. Hostié)
- Rule Britannia, ouverture voor orkest
- Loreley, ouverture voor orkest

### Werken voor harmonieorkest
- 1833 Sinfonia Concertante, voor vier klarinetten en harmonieorkest, op. 2
  1. Allegro moderato
  2. Andante religioso
  3. Rondo: Allegretto
- Ouverture tot het treurspel "Uriel Acosta" in Es groot, voor harmonieorkest[1].

### Muziektheater

#### Opera's
| Voltooid in | titel                     | aktes   | première                    | libretto                                        |
| ----------- | ------------------------- | ------- | --------------------------- | ----------------------------------------------- |
| 1839        | Peter von Szapáry         |         | 8 augustus 1839, Pest       |                                                 |
| 1841        | Malwina                   | 4 aktes | 20 december 1841, Pest      | Uffer                                           |
| 1846        | Der Rächer                | 4 aktes | 4 april 1846, Pest          | Otto Prechtler, naar Pierre Corneille, «Le Cid» |
| 1861        | Melusine                  | 5 aktes | 29 december 1861, Darmstadt | Ernst Pasqué                                    |
| ?           | Mathilde                  |         | niet uitgevoerd             |                                                 |
| ?           | Die zehn glücklichen Tage |         | niet uitgevoerd             |                                                 |

#### Balletten
| Voltooid in | titel     | aktes   | première        | libretto          | choreografie |
| ----------- | --------- | ------- | --------------- | ----------------- | ------------ |
| 1860        | Diavolina | 4 aktes | 1860, Darmstadt | Giovanni Ambrogio |              |

### Kamermuziek
- 1833 Sinfonia Concertante op. 2, voor 4 klarinetten en piano

### Vocale muziek
- verschillende liederen

### Werken voor piano
- 1849 Sonata in F groot, op. 8
- 1849 Sonata in g klein, op. 23
- 1849 Sonata in D groot, op. 40
- Drie bagatellen, op. 22
- Impromptus, op. 4
- Impromptus, op. 7
- Zes karakterstukken, op. 14

## Discografie
- Schwann 3-1125-2; Sinfonie concertanti, Bamberger Symphoniker, o.l.v. Hans Stadlmair; Dieter Klöcker (klarinet), Waldemar Wandel (klarinet), Guido Stier (klarinet), Heide Huber (klarinet) o.a. Louis Alexander Balthasar Schindelmeisser: Sinfonia concertante voor 4 klarinetten en orkest